# Haulotte Group
 (novembre 2018).
 (septembre 2014).
Si vous disposez d'ouvrages ou d'articles de référence ou si vous connaissez des sites web de qualité traitant du thème abordé ici, merci de compléter l'article en donnant les références utiles à sa vérifiabilité et en les liant à la section « Notes et références ».
Pour les articles homonymes, voir Haulotte.

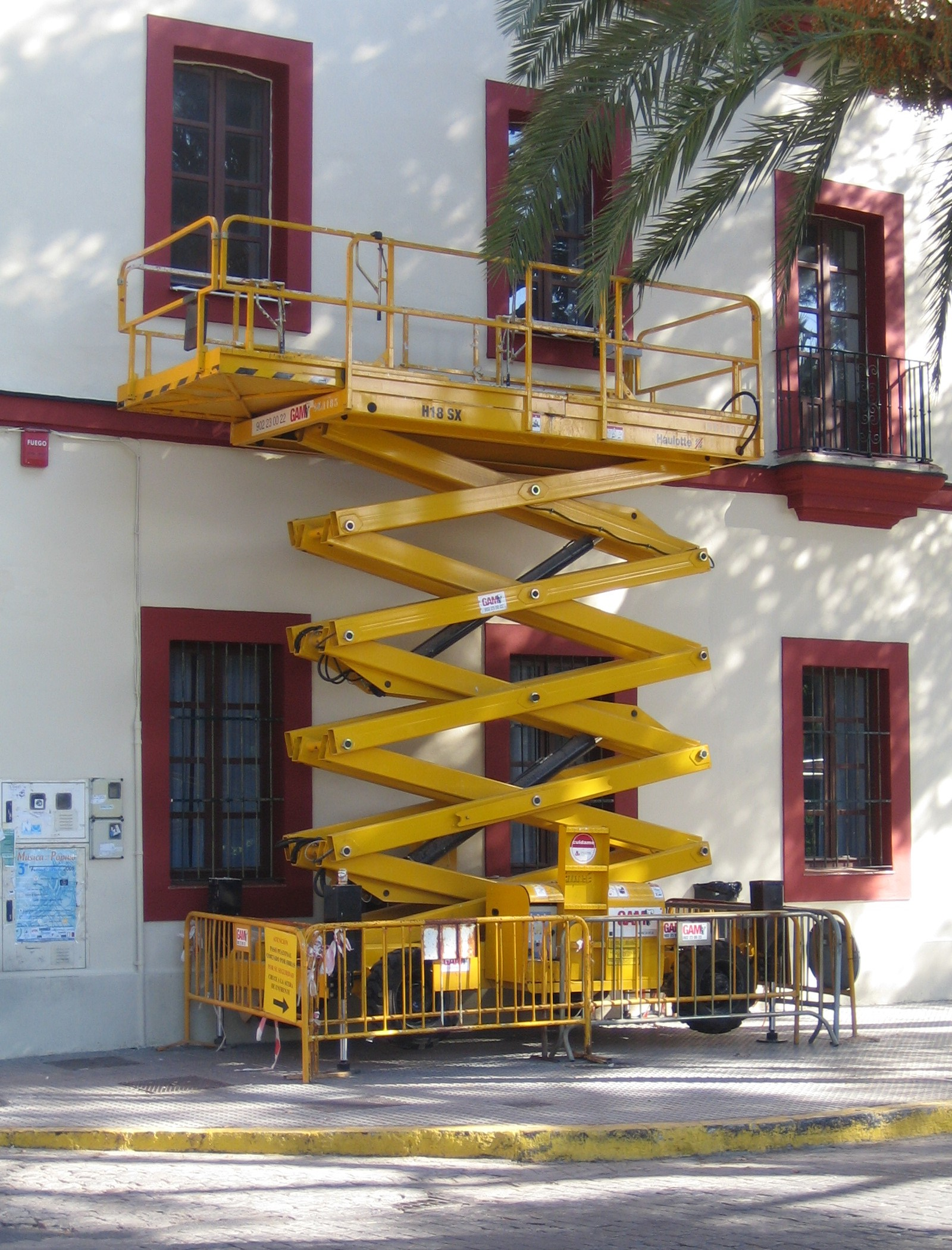
Haulotte H18 SX.

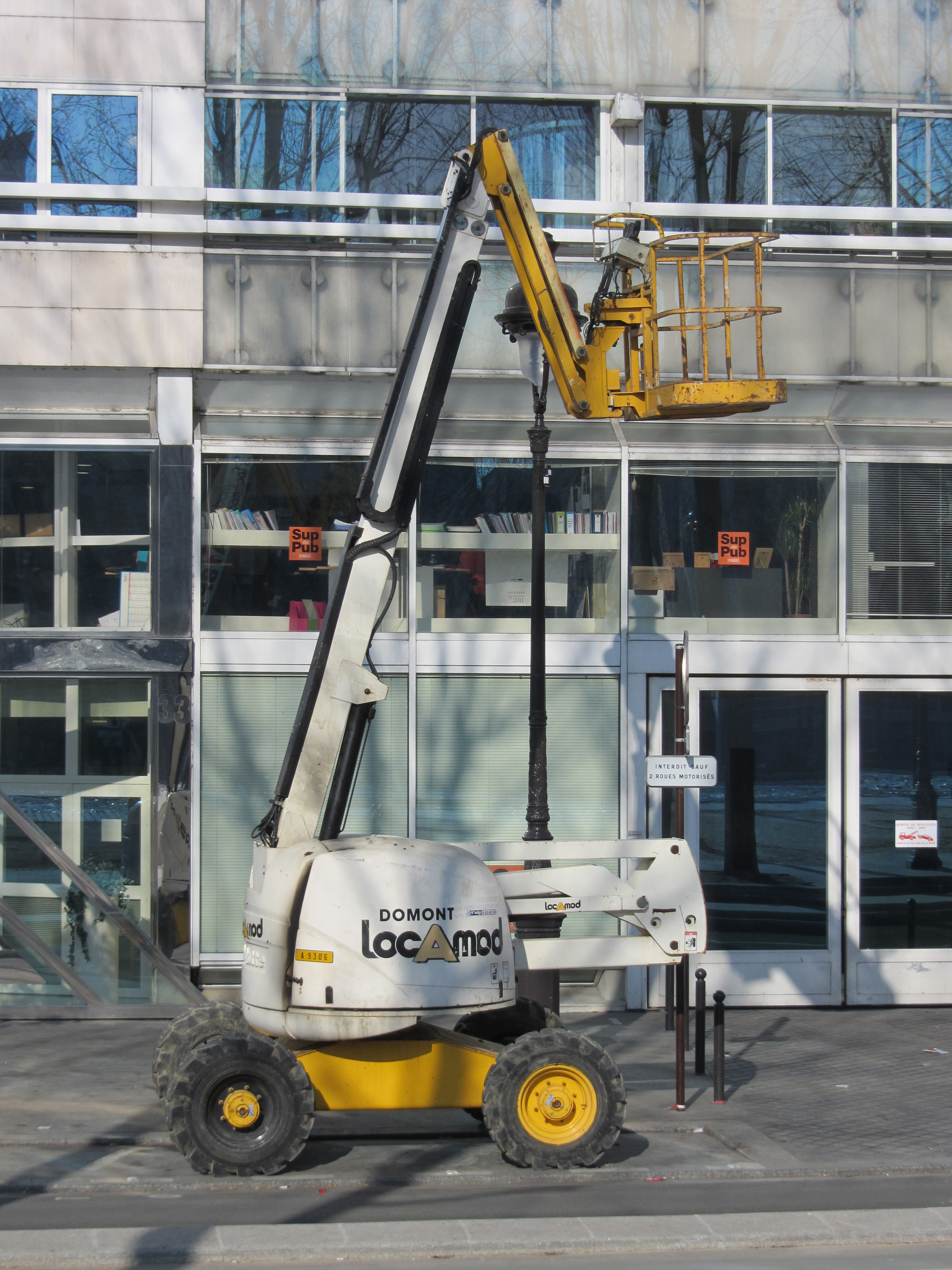
Haulotte HA 18 PX.

Haulotte est un constructeur français d'engins de travaux publics, de machines d'élévation de personnes et de charges dont la structure actuelle date de 1995. Haulotte est depuis 1999 le leader européen sur son secteur d'activité principal : la nacelle élévatrice. L'entreprise est cotée à la bourse de Paris.

## Historique

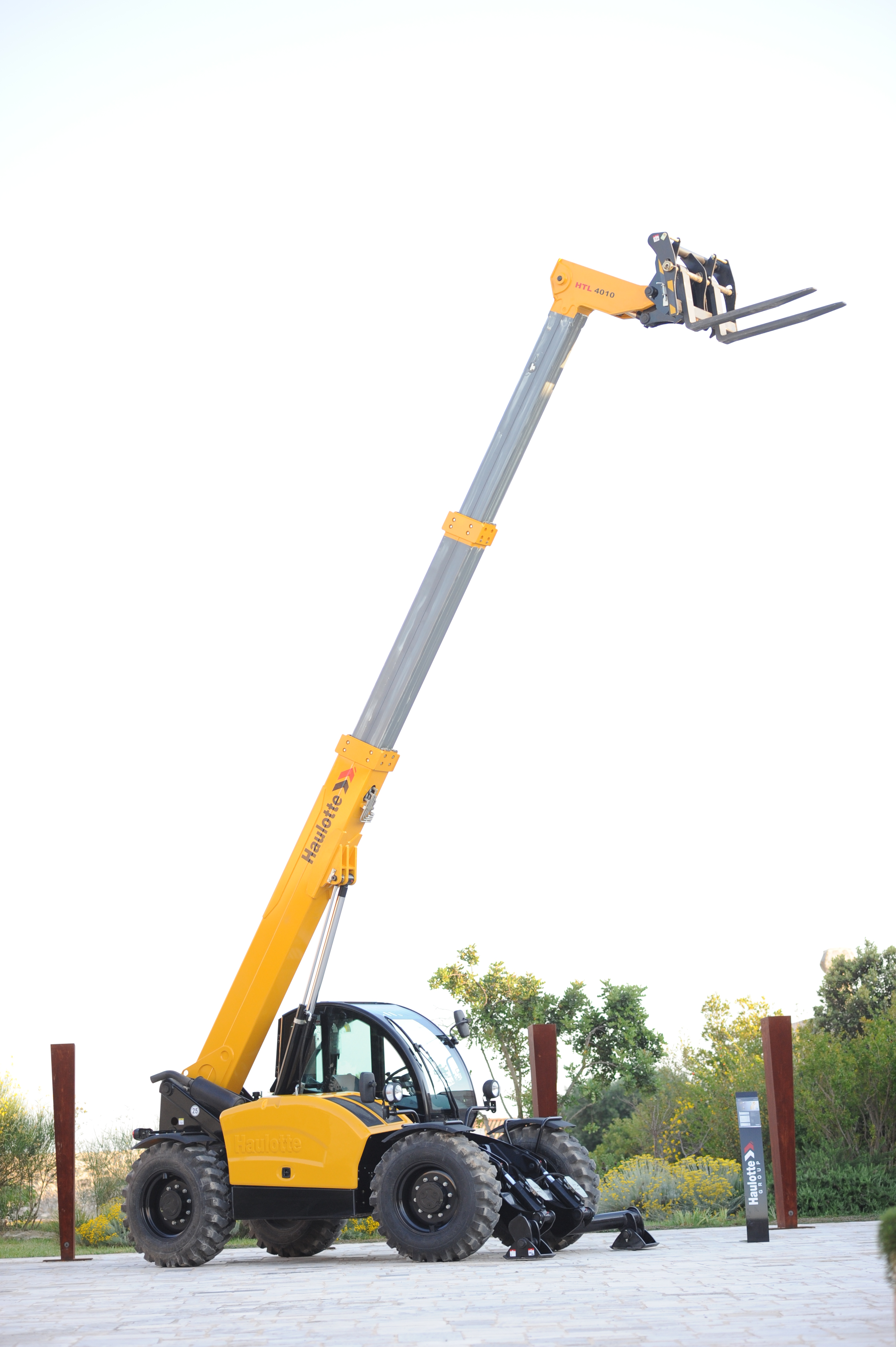
HTL 4010 STEP1.

### 1914-1970: Haulotte père et fils
Arthur Haulotte, d'origine belge s'installe après la Première Guerre mondiale à Modane en Savoie où il démarre une activité de construction et de génie civil. Le développement de son activité l'amène à transférer ses ateliers à Saint-Jean-de-Maurienne puis au cours de la Seconde Guerre mondiale à Bassens (près de Chambéry) une villa porte d'ailleurs le nom de « villa haulotte » adossée à la rocade de Chambery (chemin de la Martiniere) à la limite Bassens-Chambery et datée de 1948 sur le fronton en pierre, où il conçoit et fabrique une très grande diversité d'engins de terrassement et de manutention.
Dans les années 1970, alors que l'entreprise est dirigée par Georges Haulotte (fils du fondateur) et qu'elle est devenue un acteur important du secteur de la manutention, elle connait des difficultés financières et tombe dans le giron du groupe Creusot-Loire où se trouve depuis le début des années 1960 son concurrent Pinguely.

### 1970-1995: Agrandissement et développement
Jusqu'en 1985, Haulotte continue son développement en collaboration avec Pinguely et l'ensemble devient l'un des leaders européens des grues mobiles grâce au réseau de vente international détenu par Creusot-Loire. Cependant prévoyant le déclin du marché de la grue mobile, les ingénieurs de Haulotte cherchent un produit de remplacement et détectent un nouveau marché aux États-Unis : celui de la nacelle élévatrice. Est alors signé un accord de licence avec le constructeur américain Condor.
En 1984, le Groupe-Creusot Loire est liquidé et les sociétés Haulotte (filiale de Creusot Loire) et Pinguely (alors simple de département de Creusot-Loire) sont acquises en juin 1985 majoritairement pour Haulotte et minoritairement pour Pinguely par Solem, holding créée à cette occasion par Pierre Saubot.
Entre 1985 et 1994, Haulotte termine quelques commandes de matériels divers de manutention, réalise des systèmes spécifiques pour l'industrie de l'aluminium dans le cadre d'un contrat important avec Pechiney et commence en 1986 la fabrication de machines sous licence Condor. Parallèlement entre 1988 et 1990, un accord de distribution pour la France est signé avec le canadien Skyjack qui fabrique des ciseaux électriques et thermiques et l'accord de licence avec Condor est dénoncé. La société passe avec beaucoup de difficultés (plusieurs mois de chômage technique) la crise de 1993. À fin 1994, la fabrication des nacelles n'a pas dépassé 300 machines par an.
En 1989, Pierre Saubot acquiert la majorité du capital de Pinguely et en 1990 cette société tout en continuant à proposer une gamme restreinte de grues mobiles signe un contrat très important avec la Défense Nationale (fourniture de 230 camions lourds de dépannage).
À ce premier marché, viendra s'ajouter en 1995 la signature un nouveau contrat avec l'armée pour la fourniture de 80 engins de terrassement dérivés d'un produit dit sur étagère la telescopelle (EMAD).
La rentabilité garantie par un contrat stimulant qui prévoit un partage des gains de productivité avec le client et le volume de ces deux marchés met à disposition du groupe une forte trésorerie qui lui permettra de décoller sur le secteur de la nacelle.
En 1995, les deux sociétés sont fusionnées, les marchés militaires se terminent en 1998 et la fabrication des grues civiles est abandonnée.

### Après 1996: Un rayonnement international
C'est à partir de 1996, que la société connait une forte croissance de son activité dans le secteur de la nacelle élévatrice, le nombre de machines produites passant de quelques centaines de machines par an à plusieurs milliers (6 000 machines produites en 2000).
Pour accompagner son développement, l'entreprise entre sur le Second Marché de la Bourse de Paris en décembre 1998 et créée deux nouvelles usines qui viennent compléter les usines existantes de l'Horme et de Bassens. Une usine est ainsi inaugurée en septembre 2000 à Reims puis une autre un an après au Creusot. Parallèlement, le développement commercial s'accroît : des filiales de commerce et de service sont ouvertes dans la majorité des pays ouest européens et à partir de 2001, c'est progressivement aux États-Unis, en Australie, au Brésil, à Singapour, en Chine, en Inde, en Argentine et dans plus de 30 pays que Haulotte s'implante.
Haulotte Group assemblait également des chariots télescopiques appelés HTL (High Lift Telehandler) et propose désormais 3 gammes :
- Compact : HTL3210 - HTL 3510 - HTL4010
- Grandes hauteurs : HTL 3614 - HTL 4014 - HTL 3617 - HTL 4017
- Gros tonnages : HTL 5210 - HTL 6508 - HTL 7210
Les deux premiers chiffres de l'appellation correspondent à la capacité de levage (32 = 3.2 tonnes) et les deux derniers chiffres correspondent à la portée maximum en mètres.
Affecté par la crise liée au Covid-19, Haulotte annonce une perte nette de 8,7 millions d'euros au premier semestre 2020. Le chiffre d'affaires est tombé à 222,7 millions d'euros, la faute à 35 % de commandes en moins.
La chute se poursuit au troisième trimestre 2020 avec une baisse de 23 % des ventes à 102,4 millions d'euros par rapport aux chiffres de 2019 sur la même période. Sur l'ensemble de l'année, le groupe prévoit une chute de 25 à 30 % de ses ventes mais envisage toutefois de réaliser un résultat opérationnel positif.

## Actionnaires
Liste des principaux actionnaires au 6 décembre 2021 :
| Nom                                    | Actions    | %      |
| -------------------------------------- | ---------- | ------ |
| Famille Saubot                         | 18 038 482 | 57,5 % |
| Haulotte Group (Autocontrôle boursier) | 1 839 251  | 5,86 % |
| Norges Bank Investment Management      | 769 503    | 2,45 % |
| Inocap Gestion                         | 717 829    | 2,29 % |
| Tocqueville Asset Management           | 251 803    | 0,80 % |
| Dimensional Fund Advisors              | 238 793    | 0,76 % |
| Principal Global Investors             | 216 317    | 0,69 % |
| Portzamparc Gestion                    | 170 000    | 0,54 % |
| Sparinvest (Denmark)                   | 165 311    | 0,53 % |
| Talence Gestion                        | 138 455    | 0,44 % |